# Хорватия на зимних Олимпийских играх 1994
Хорватия принимала участие в Зимних Олимпийских играх 1994 года в Лиллехамере (Норвегия) во второй раз за свою историю, но не завоевала ни одной медали.

## Состав сборной
Сборная состояла из 3 спортсменов (все — мужчины), которые выступили в соревнованиях по горнолыжному спорту и лыжным гонкам.
Младшим участником сборной был 20-летний лыжник Антонио Рачки, самым старшим — 22-летний лыжник Синиша Вуконич. Знаменосцем был горнолыжник Ведран Павлек.

## Результаты

### Горнолыжный спорт
Мужчины
| Спортсмен     | Соревнование      | Результат      | Результат      | Результат      | Результат      | Результат      |
| Спортсмен     | Соревнование      | 1 спуск        | 2 спуск        | 3 спуск        | Всего          | Место          |
| ------------- | ----------------- | -------------- | -------------- | -------------- | -------------- | -------------- |
| Ведран Павлек | супергигант       |                |                |                | 1:38,51        | 41             |
| Ведран Павлек | гигантский слалом | 1:32,13        | 1:26,78        |                | 2:58,91        | 27             |
| Ведран Павлек | слалом            | не финишировал | не финишировал | не финишировал | не финишировал | не финишировал |

### Лыжные гонки
Мужчины — 10 км классическим стилем, раздельный старт
| Спортсмен      | Соревнование                                | Дата       | Результат | Результат |
| Спортсмен      | Соревнование                                | Дата       | Время     | Место     |
| -------------- | ------------------------------------------- | ---------- | --------- | --------- |
| Антонио Рачки  | 10 км классическим стилем, раздельный старт | 17 февраля | 28:58,6   | 79        |
| Антонио Рачки  | 30 км свободным стилем, раздельный старт    | 14 февраля | 1:25:42,4 | 62        |
| Антонио Рачки  | 50 км классическим стилем, раздельный старт | 27 февраля | 2:23:23,4 | 52        |
| Синиша Вуконич | 10 км классическим стилем, раздельный старт | 17 февраля | 27:17,5   | 56        |
| Синиша Вуконич | 30 км свободным стилем, раздельный старт    | 14 февраля | 1:21:57,2 | 44        |
| Синиша Вуконич | 50 км классическим стилем, раздельный старт | 27 февраля | 2:24:12,6 | 54        |

Мужчины — 15 км свободным стилем, гонка преследования
19 февраля. Гонка преследования заключалась в старте спортсменов в порядке их расположения в протоколе гонки на 10 км классикой. Спортсмены стартовали через интервалы времени от лидера десятикилометровой гонки, равные их отставанию от него на той дистанции.
| Спортсмен      | Результат | Результат | Результат | Результат | Результат  | Результат |
| Спортсмен      | Старт     | Место     | Время     | Место     | Итог время | Место     |
| -------------- | --------- | --------- | --------- | --------- | ---------- | --------- |
| Антонио Рачки  | +04:38    | 79        | 43:40,8   | 71        | +12:30,0   | 71        |
| Синиша Вуконич | +02:57    | 56        | 39:28,3   | 44        | +6:36,5    | 44        |